# جوزيف مارتن باور
جوزيف مارتن باور (بالألمانية: Josef Martin Bauer) (و. 1901 – 1970 م) هو كاتب من ألمانيا . ولد في Taufkirchen .
توفي في دورفن .

## جوائز
حصل على جوائز منها:
- وسام الاستحقاق البافاري.

## روابط خارجية
- جوزيف مارتن باور على موقع IMDb (الإنجليزية)
- جوزيف مارتن باور على موقع مونزينجر (الألمانية)
- جوزيف مارتن باور على موقع قاعدة بيانات الفيلم (الإنجليزية)
- جوزيف مارتن باور على موقع كينوبويسك (الروسية)